# 魔の上海
『魔の上海』（まのシャンハイ）は、1932年（昭和7年）、日本で製作・公開されたサイレント映画である。金森万象が設立した協立映画プロダクションの最終作品で、東京・浅草公園六区の映画館「大東京」等で公開された。5巻の中篇作品である。

## スタッフ
- 監督 : 金森万象
- 脚本 : 滝川虹二
- 原作 : 岡三斉
- 撮影 : 松浦茂

## キャスト
- 秋田伸一
- 金子伸
- 小橋邦子